# روني كوان
روني كوان (بالإنجليزية: Ronnie Cowan)‏ هو سياسي بريطاني، ولد في 6 سبتمبر 1959 في المملكة المتحدة. حزبياً، نشط في الحزب القومي الاسكتلندي. وقد في الانتخابات العامة في المملكة المتحدة 2015، انتخب عضو برلمان المملكة المتحدة الـ56 عن دائرة إنفيركلايد وقد انضم خلال فترته النيابية ‏ (8 مايو 2015 – 3 مايو 2017)  للكتلة البرلمانية الحزب القومي الاسكتلندي وفي الانتخابات التشريعية البريطانية 2017، انتخب عضو برلمان المملكة المتحدة الـ57 عن دائرة إنفيركلايد وقد انضم خلال فترته النيابية ‏ (8 يونيو 2017 – )  للكتلة البرلمانية الحزب القومي الاسكتلندي.